# Patricio Walker
Patricio Walker Prieto (*Santiago 28 april 1969) is een Chileens politicus.
Hij studeerde rechten aan de Universidad Diego Portales in Santiago (1988-1992) en was sinds 1995 werkzaam als advocaat. In 1997 werd hij voor de Partido Demócrata Cristiano (Christendemocratische Partij) in de Kamer van Afgevaardigden gekozen. In 2001 en 2005 werd hij herkozen. Walker was fractievoorzitter van de christendemocraten tussen 2002 en 2003. Van maart 2007 tot maart 2008 was hij voorzitter van de Kamer van Afgevaardigden.
Walker verruilde in 2009 het lagerhuis voor de Senaat. Van 11 maart 2015 tot 15 maart 2016 was hij als opvolger van Isabel Allende voorzitter van de Senaat. Hij werd in die functie opgevolgd door Ricardo Lagos.
Naast zijn politieke werkzaamheden is Walker ook academicus. In 1995 werd hij hoogleraar burgerlijk recht aan de Universidad de Las Américas en van 2010 tot 2010 vervulde hij dezelfde functie (als gasthoogleraar) aan de University of Georgestown.
Patricio Walker is de kleinzoon van Horacio Walker (1887-1974) die minister van Justitie (1931) en minister van Buitenlandse Zaken (1950-1951) was. Hij heeft acht broers en zussen, waarvan enkelen een prominente rol spelen in de Chileense politiek. Te noemen zijn: Ignacio Walker (*1956), minister van Buitenlandse Zaken (2004-2006) en Matías Walker (*1973), fractievoorzitter van de christendemocraten in het lagerhuis (2014-2015).